# Jeep Wagoneer
La denominación Jeep Wagoneer está relaciona con varios modelos de vehículo utilitario deportivo o SUV del fabricante de automóviles estadounidense Jeep.
- Jeep Wagoneer SJ, un vehículo utilitario deportivo grande construido entre 1963 y 1991;
- Jeep Wagoneer XJ, una variación del Jeep Cherokee ("SUV compacto"), construido entre 1984 y 1990;
- Jeep Grand Wagoneer ZJ, una edición especial del Jeep Grand Cherokee ("SUV de tamaño mediano"), construido solo en 1993.

## Jeep Wagoneer SJ
Al Jeep Wagoneer SJ  se le considera el primer SUV 4x4 de lujo, producido bajo varias marcas desde 1963 hasta 1991. Este vehículo ha sido sometido a varios cambios de propietario de sus constructores, originalmente Willys, posteriormente Kaiser Motors, AMC y finalmente Chrysler, fusionados posteriormente con el grupo italiano Fiat en 2009.
Se lanzó en noviembre de 1962 como sucesor del Jeep Willys Station Wagon que se había construido desde finales de la Segunda Guerra Mundial. Basado en un chasis de camioneta, el Wagoneer era más parecido a un automóvil que cualquier otro 4x4 en el mercado. En comparación con las ofertas de General Motors, Ford Motor Company, International Harvester y Land Rover, que solo producían vehículos utilitarios orientados al trabajo con espartanos interiores tipo camioneta, el lujo de los Wagoneer lo distinguió. Basado en la plataforma Jeep SJ, el Wagoneer tenía un motor de seis cilindros en línea y características inéditas en cualquier otro vehículo 4x4 convencional, como una suspensión delantera independiente, dirección asistida y transmisión automática.
Ha sido comercializado bajo los nombres de "Jeep Wagoneer" (1963-1984) y después como "Jeep Grand Wagoneer" (1984-1991), manteniéndose como el tercer modelo de automóvil de Estados Unidos con la vida más larga, 28 años en total de producción sin grandes modificaciones. También se ha fabricado bajo licencia en varios países (en Irán: "Jeep Ahoo" entre 1967 y 1974, y "Jeep Simorgh" en versión pick-up entre 1963 y 1972).

El Wagoneer fue lanzado siete años antes que el Range Rover en Reino Unido y 24 años antes de este modelo de gama más alta británico llegase a los Estados Unidos. Fue reemplazado por el Jeep Grand Cherokee.

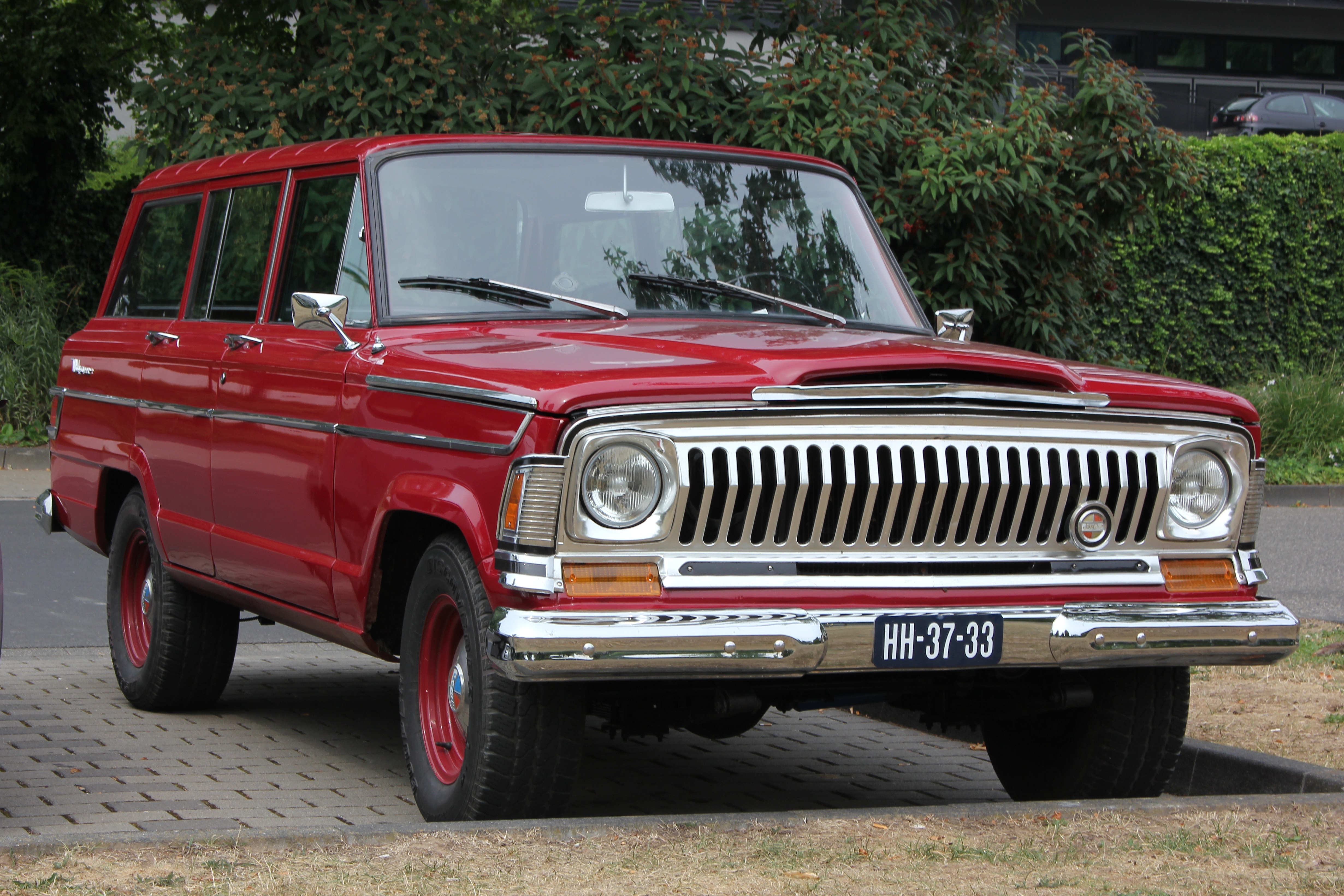
Jeep Wagoneer 1968
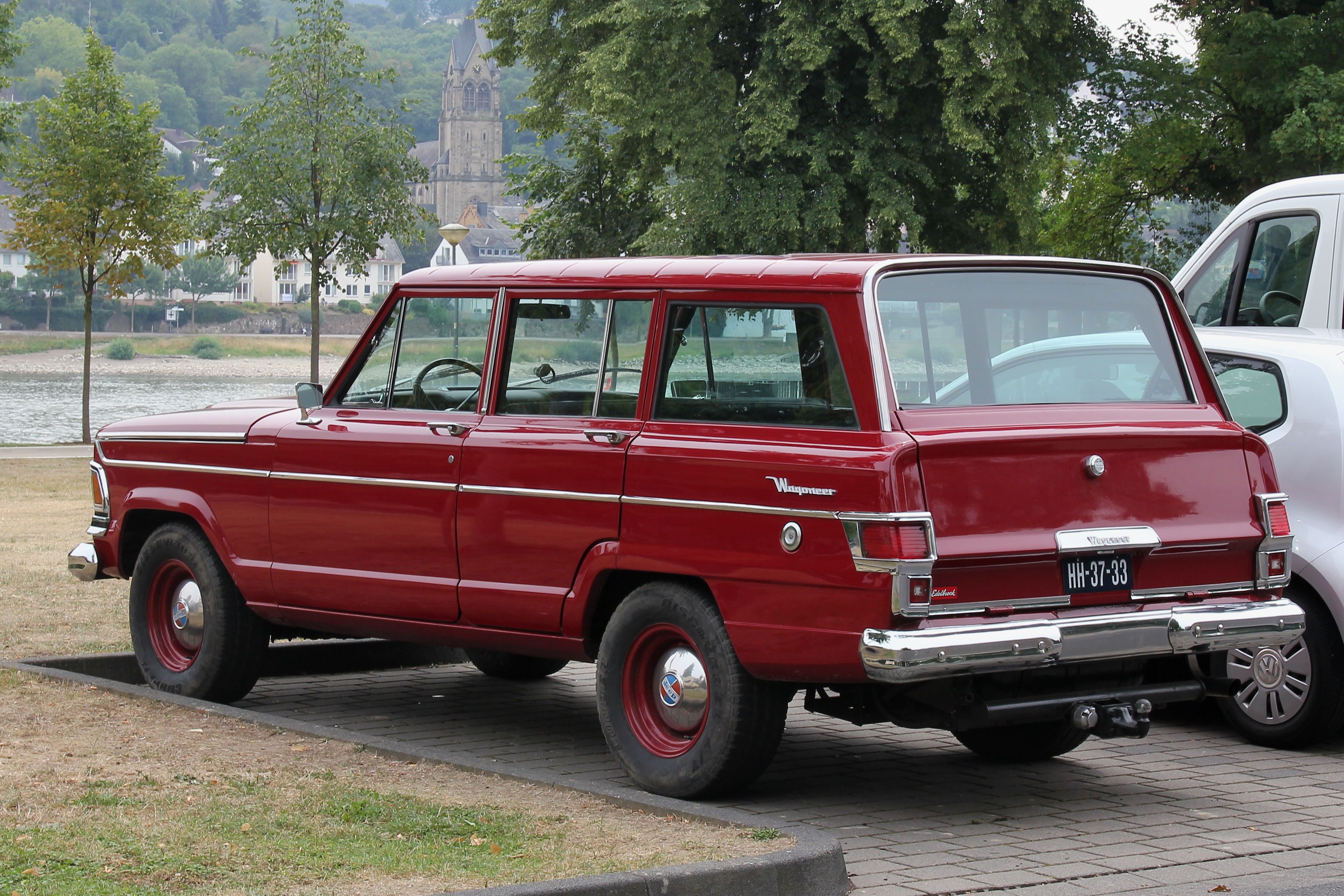
Jeep Wagoneer 1968
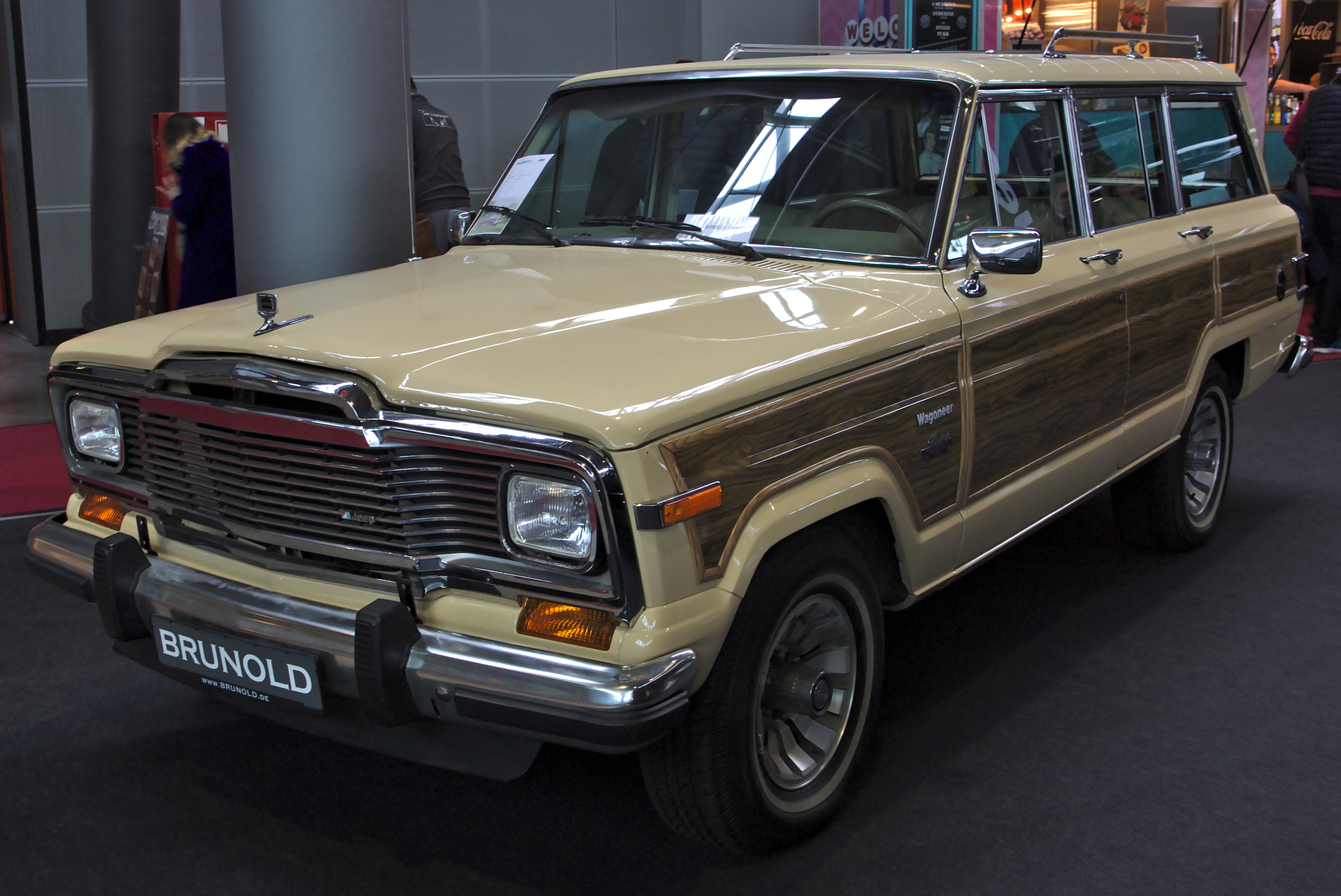

## Jeep Wagoneer XJ
El Jeep Wagoneer XJ es en realidad una variante del Jeep Cherokee XJ, un vehículo todoterreno SUV denominado "compacto", desarrollado y producido por Jeep, cuando la marca seguía siendo parte del grupo American Motors Corporation. No tiene nada en común con el primer modelo Wagoneer que era mucho más grande. El Wagoneer XJ se construyó en la planta estadounidense de Toledo desde 1984 hasta 1990.  La producción continuó tras de la adquisición de AMC por Chrysler en 1987.
Introducido en 1984, el Wagoneer/Cherokee XJ fue el primer modelo Jeep construido con un chasis monocasco. Su diseño lo hacía más rígido y fuerte, pero más ligero, lo que permitía un mayor rendimiento. Hubo dos versiones del Cherokee XJ, una de dos puertas y otra de cuatro, pero el Wagoneer XJ solo existió en versión cuatro puertas.
El Wagoneer XJ estuvo disponible con dos niveles de equipamiento: Wagoneer y Wagoneer Limited. Además de su motor más potente, los Wagoneer se distinguían de los modelos Cherokee de 1984 y 1985 por una rejilla ligeramente diferente y el logotipo "Jeep" se desplazó al lado del conductor. El Wagoneer Limited, estuvo pensado para una clientela familiar, siendo una versión de lujo. Contaba con asientos de cuero ajustables, elevalunas eléctricos, aire acondicionado y chapa de vinilo simulando madera en los paneles laterales. En 1986, el frente incorporaba cuatro faros. en materia de motorización, estaba equipado con un impulsor Chevrolet V6 de 2.8 litros (1984-1986) y más tarde, con un cuatro cilindros (1987-1990),y un motor de 6 cilindros en línea de 4.0 litros de desplazamiento. presentando a su vez, dos sistemas de transmisión, Command-Trac (selector de tracción a 2 o a las 4 ruedas) o Selec-Trac (tracción permanente en las 4 ruedas).
Según Automobile Magazine, el Jeep Cherokee es uno de los veinte mejores automóviles de todos los tiempos y "quizás el diseño de SUV" que ha inspirado a muchos otros modelos. Gracias a su robustez y confiabilidad, el Cherokee XJ también fue votado en 2011 como uno de los "10 coches que se niegan a morir" por la revista estadounidense Kiplinger.

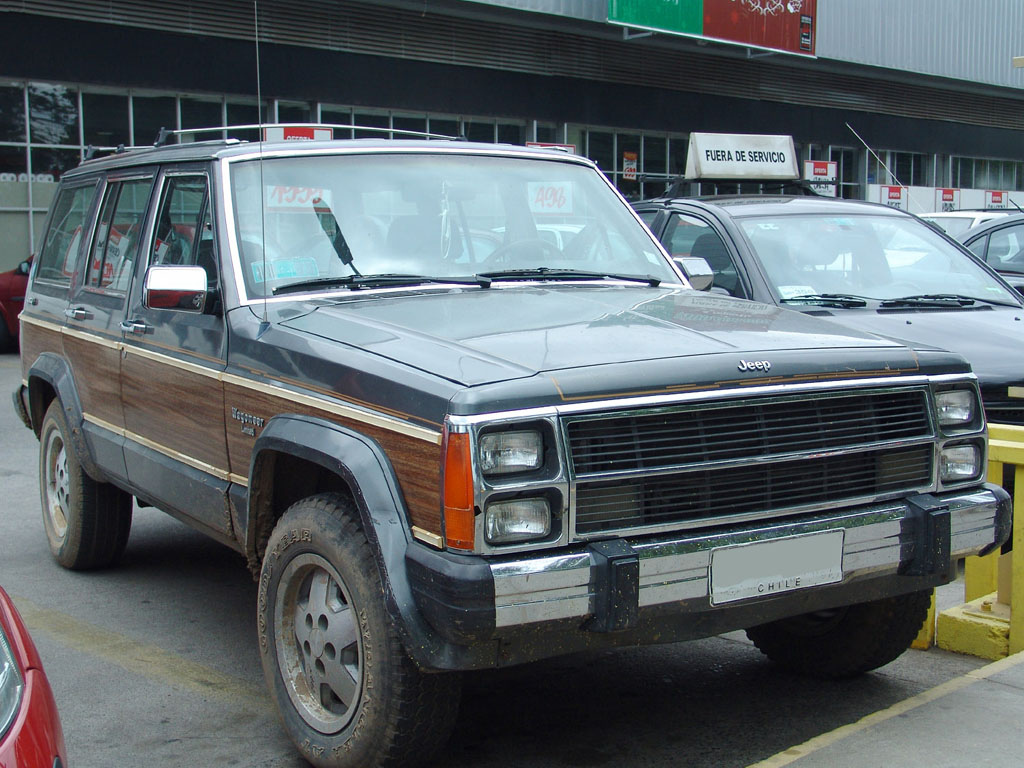
Jeep Wagoneer XJ
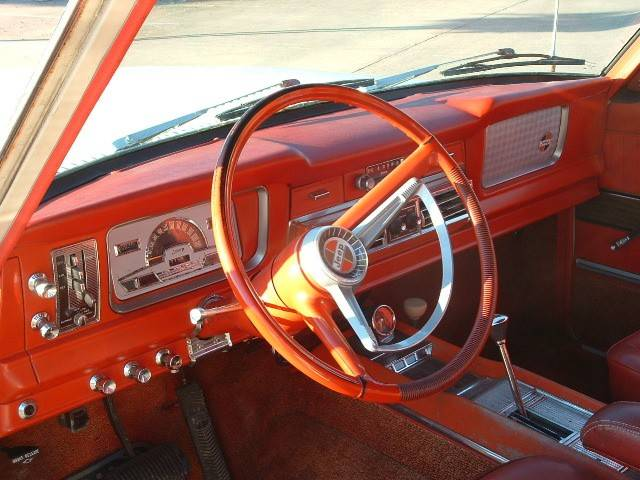
Puesto de conducción del Wagoneer